# مارسيل إردال
مارسيل إردال هو لغوي إسرائيلي، ولد في 1945.